# Площа Галицька (Львів)
У Вікіпедії є статті про інші площі з назвою Галицька площа
Площа Га́лицька — площа в історичному центрі Львова, в межах Галицького району міста. 
У плані Галицька площа нагадує літеру Т, вище якої впирається у площу Соборну, а нижче — у площу Адама Міцкевича. Будинки, фасади яких виходять на північну сторону площі, приписані до вулиць Валової та Галицької.

## Історія
Утворилася перед Галицькою брамою ще у XIII столітті — від неї розгалужувалися шляхи на Галич, Глиняни й до карпатських перевалів та соляних копалень. Перед брамою була незабудована площа, при якій починалася осада ремісників та гостинних домів, яку називали Під Сторожею. У сучасному вигляді площа утворилася наприкінці XVIII століття, коли стали розбирати міські фортифікації.

## Будівлі
На місці колишнього оборонного рову за Галицькою брамою постала кам'яниця, приписана під № 20 до вулиці Галицької. Незважаючи на декілька перебудов, кам'яниця зберегла елементи стилю, сходову клітку та планування першої половини XIX століття. Ріг будинку від площі Галицької зрізаний, на рівні другого поверху у ніші встановлена фігурка Архангела Михаїла. 
Навпроти цієї кам'яниці на самій площі при вулиці Валовій стояли три невеличкі будинки під конскрипційними номерами 408, 410, 411. Ці будинки розібрали близько 1890 року. До того часу на площі, де тепер стоїть пам'ятник королю Данилові, був Галицький базар, який у 1892 році перенесли на територію саду за колишнім палацом Бєльських і Коморовських. Будівничий львівських парків Арнольд Рьорінґ заклав у 1893 році на колишній торговиці сквер, довкола якого почали виростати нові кам'яниці.  

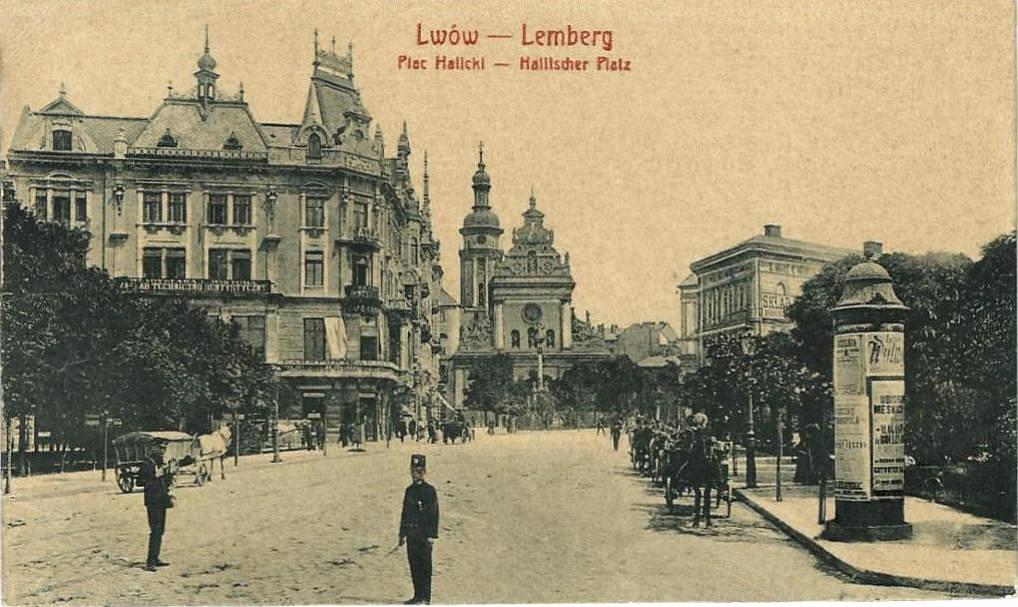
Площа Галицька (1907)

Монументальні будівлі № 7 та № 9 спорудили на вулиці Валовій у 1909—1911 років на замовлення доктора Теодора Баллабана й Товариства взаємного кредиту за проєктами Альфреда Захаревича та Юзефа Сосновського у стилі модної тоді раціональної сецесії. Їхні фасади прикрашають масивні рельєфні постаті роботи Зиґмунта Курчинського. Нещодавно будинки перекрили блискучою оцинкованою бляхою, після чого ці сірі споруди стали ще похмурішими. З ними контрастує постсецесійно-неоготична кам'яниця № 11, збудована у 1909—1910 роках за проєктом Артура Шлеєна для Сабіни Фрідлер. Середньовічні лицарі на фасаді тримають геральдичні щити з гербами Королівського столичного міста Львова та королівства Галичини і Володимирії. 
У 1888 році за проєктом Вінцентія Кузневича збудована кам'яниця з круглою наріжною банею для потреб москвофільського Товариства імені Михайла Качковського на розі площі Галицької № 6 та вулиці Валової, № 14, на першому поверсі якої нині міститься відділення поштового зв'язку № 8 АТ «Укрпошта». 
Сусідня кам'яниця № 7 на Галицькій площі була споруджена у 1902 році. Хоча тоді до Львова вже прийшла мода на сецесію, архітектор чеського походження Карел Боублік спроєктував будинок в історичному стилі з елементами маньєризму та бароко. Його фасади вдало доповнюють фронтон костелу Святого Андрія отців Бернардинів (нині — Чину Святого Василія Великого). За адресою, площа Галицька, 7, до 1934 року знаходилася «Центральна» кав'ярня, в якій збиралися на початку XX століття поети «Молодої музи». Раніше на цьому місці стояла так звана «Бойківська кам'яниця», де мешкали бойки, які привозили свої товари на Галицький базар. У цьому домі знаходили тимчасовий притулок вихідці з Бойківщини, які прибували до Львова на навчання. Тут також зупинявся видатний український поет Іван Франко. Від радянських часів й до початку 2010-х років у цьому приміщенні містився телеграф та переговорний пункт львівської міської телефонної мережі (нині — львівська філія АТ «Укртелеком»). Віднедавна тут містяться Центр підтримки бізнесу «Нюбізнет» та Інститут регіонального розвитку.
Навпроти пам'ятника королю Данилові, з іншого боку площі Галицької, стоїть фонтан «Кульбаба». До війни його прикрашала скульптура Світезянки (німфи озера Світязь, героїні поеми Адама Міцкевича), яку у 1880 році створив Тадеуш Блотницький. У XVI—XVIII століттях на цьому місці стояв невеликий дерев'яний костел Воздвиження Чесного Хреста. Цей дерев'яний костел горів при облогах Львова, а у спокійніші часи завжди відбудовувався. Остаточно костел розібраний наприкінці XVIII століття разом з міськими укріпленнями.

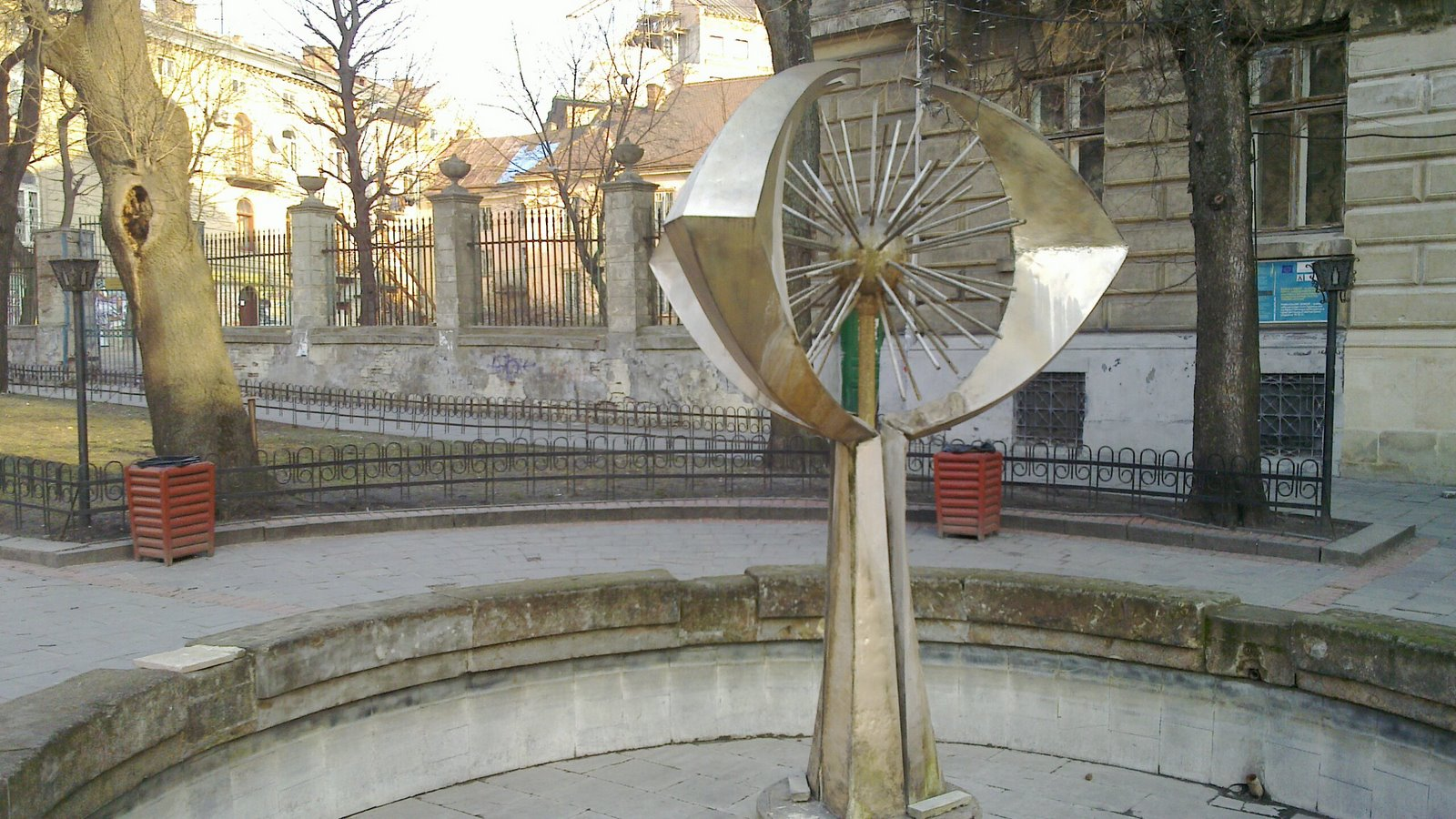
Чаша фонтану «Кульбаба»

У червні 2019 року проведений демонтаж чаші фонтану «Кульбаба», для подальшого будівництва на його місці, так званого, «сухого» фонтану, за аналогом фонтану, що розташований за кілька сотень метрів від цього місця, на Митній площі.
За костелом у XVIII столітті зведений палац Бесядецьких (нині — Галицька площа, 10). Вперше мурований палац на цьому місці звів у 1730-х роках доктор медицини, райця міста Львова Карло Ґарані. Після його смерті нащадки продали садибу коронному ловчому (мисливцеві) Антонові Бєльському, який доручив перебудувати палац французькому капітанові П'єру Ріко де Тіррґею. Перебудову було завершено до 1760 року, але вже у 1780 році Бєльський здійснює реставрацію палацу за проектом архітектора П'єра Дені Ґібо і наступного року продає палац. Потім палацом володіли представники родин Винницьких, Мнішеків, Потоцьких, Коморовських, Бесядецьких. Палац використовувався не лише як резиденція. Деякий час тут розташовувалася пошта, а з 1839 року у великій залі проводились контракти. Одне з приміщень палацу використовували як каплицю для православної громади міста. Наприкінці XIX століття палац перейшов у власність міста і в ньому розмістилась торгово-промислова палата. 
Сучасний вигляд палацу був наданий будівлі під час реставрації 1935 року, після якої передбачалося створити тут музей. Донедавна в палаці містилася Львівська обласна бібліотека імені Я. Галана. Нині його власником став Львівський національний університет імені Івана Франка, який зайнявся капітальною реставрацією споруди. 
До Галицької площі прилучаються дві вузьких кам'яниці №№ 12 та 13, за якими починається вулиця Князя Романа, що колись була продовженням вулиці Галицької. Будинок № 12 з трьома вікнами на поверхах неначе «перенесений» з Львівського ринку. Сусідню кам'яницю (буд.№ 13) капітально перебудований у 1930-х роках. Раніше ця кам'яниця мала № 12а (ще один спосіб оминути нещасливе число 13) і належав відомому фотографу Давиду Мазуру, який у 1911 році переніс сюди свій фотосалон з вулиці Пекарської,  11. На четвертому поверсі кам'яниці розташовувалося засклене, схожа з  оранжереєю, ательє для фотографування при натуральному верхньому освітленні. 
Між будинками № 14 та № 15 починається вулиця Нижанківського. До 1963 року її ділянка при площі Галицькій вважалася окремою вулицею, яка мала назву — Крива. Нині колишня вулиця Крива затиснена між високим мурами. З цієї вузької вулички-щілини (завширшки 3,5 м) можна через бічну браму зайти на подвір'я кам'яниці при площі Галицькій, 15. У цьому дворі за радянських часів спорудили котельню з високим металевим комином. Щоби потрапити до неї, треба спуститися сходами з рожевого теребовлянського каменю. На кожній сходинці можна побачити ще не затерті літери єврейського письма. Для сходів використано плити з могил єврейського цвинтаря. Комуністична влада не поступалася німецькій окупаційній владі у справі вандалізму. Плити з мацев та хрести зі стрілецьких могил у 1950—1970 роках часто використовували для мощення доріг, мурування сходів та фундаментів. Під час німецької окупації Львова в будинку містилися Дирекція Кримінальної поліції.
Сама кам'яниця № 15 при площі Галицькій на розі Академічної (нині — проспект Шевченка) споруджена у 1872 році для Галицького акціонерного іпотечного банку за проєктом Філіпа Покутинського. Це один з перших у Львові зразків неоренесансу, який став досить поширеним в оздоблені львівських кам'яниць у 1870—1890-х років. На розі кам'яниці до середини 1990-х років був вхід до касового залу кінотеатру «Україна», тоді одного з найпрестижніших у Львові. У теперішній час цей будинок асоціюється з розташованим тут до 2007 року Галицьким центром кіномистецтва. Також тут міститься головний офіс ТРК «Люкс».

## Пам'ятник Данилу Галицькому
У 2001 році на площі встановлений пам'ятник королю Данилу, створений скульпторами Василем Яричем та Романом Романовичем, архітектором Яремою Чуриликом. Пам'ятник заввишки 10 метрів виконаний із граніту та бронзи. Король Данило сидить на коні без корони, яка, разом з тризубом, прикріплена до постаменту під копитами. На чотири сторони світу споглядають маскарони левів в кутах постаменту та грифони на сідлі вершника. Обличчям король звернений до давнього Галицького шляху (нині — вулиця Галицька та Князя Романа).

Світлини забудови площі Галицької
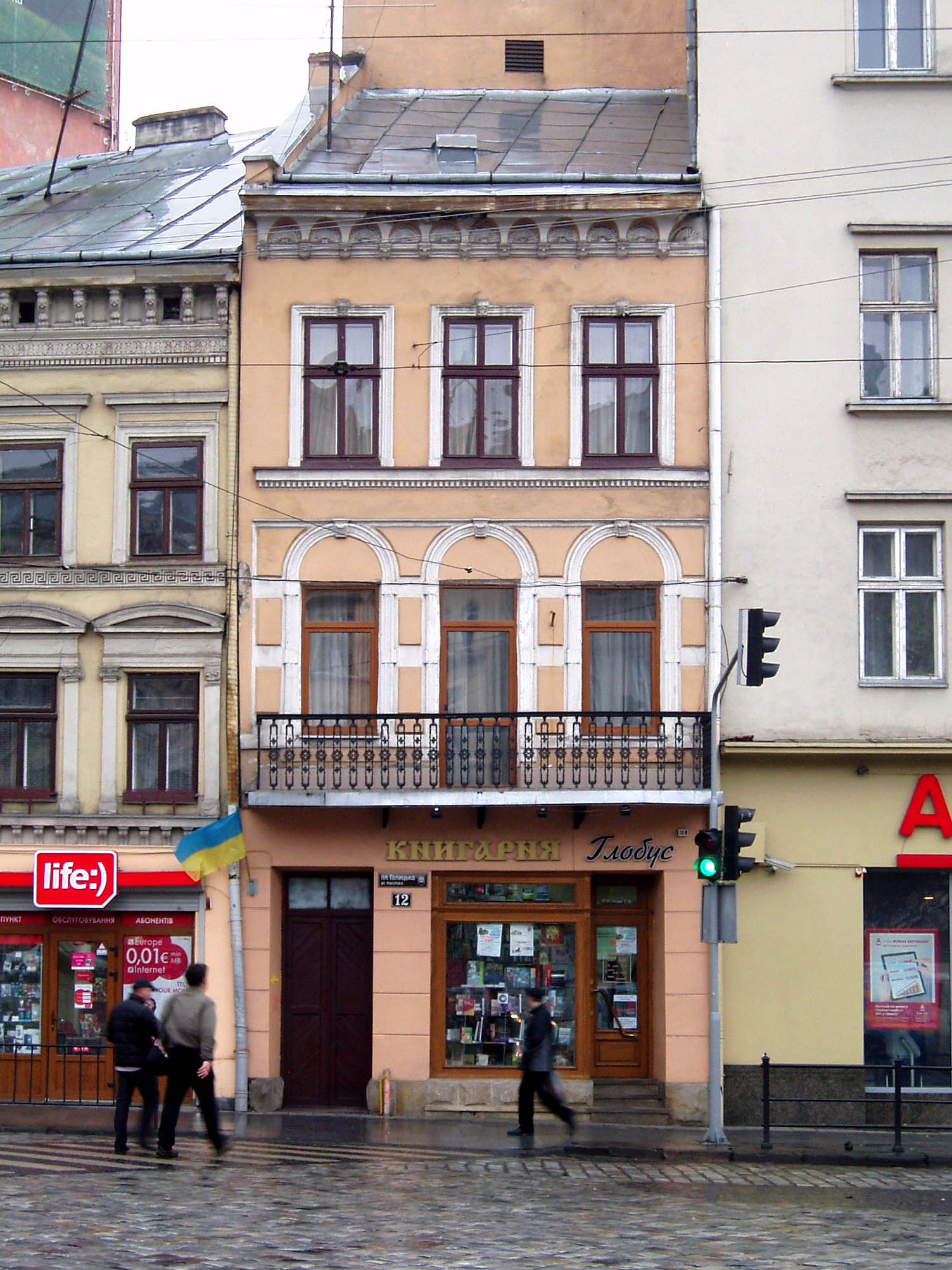
Будинок № 12 на площі Галицькій
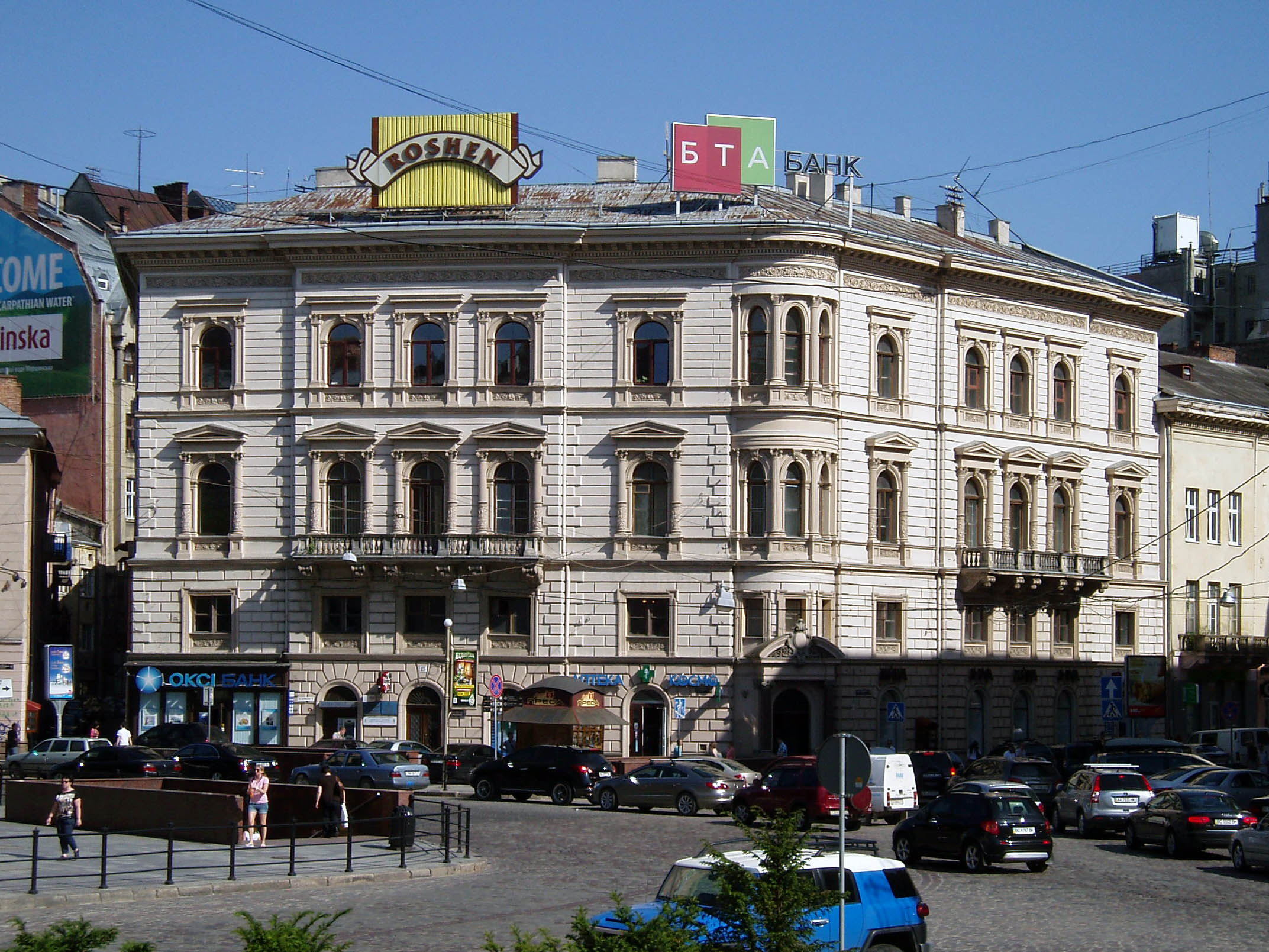
Будинок № 15 на площі Галицькій
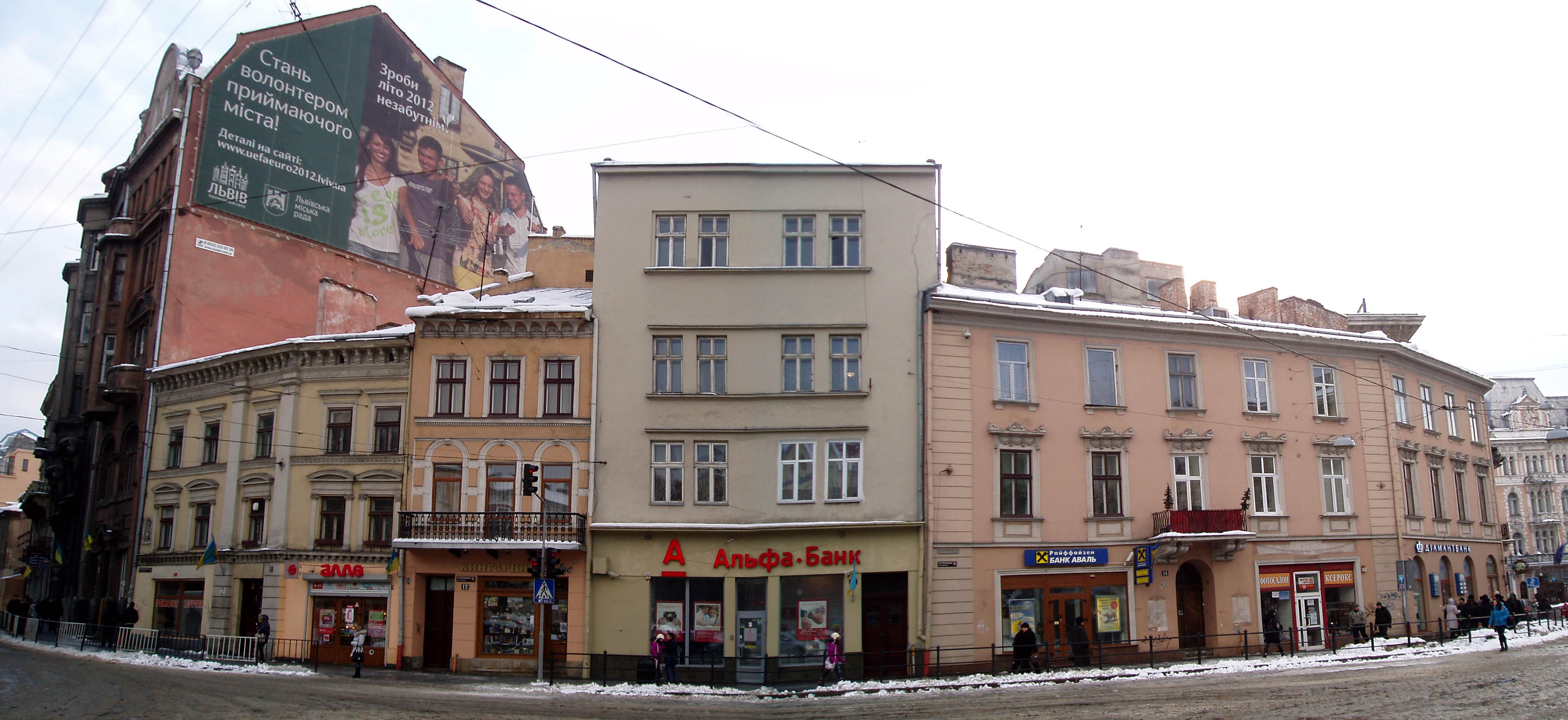
Будинки площі Галицької
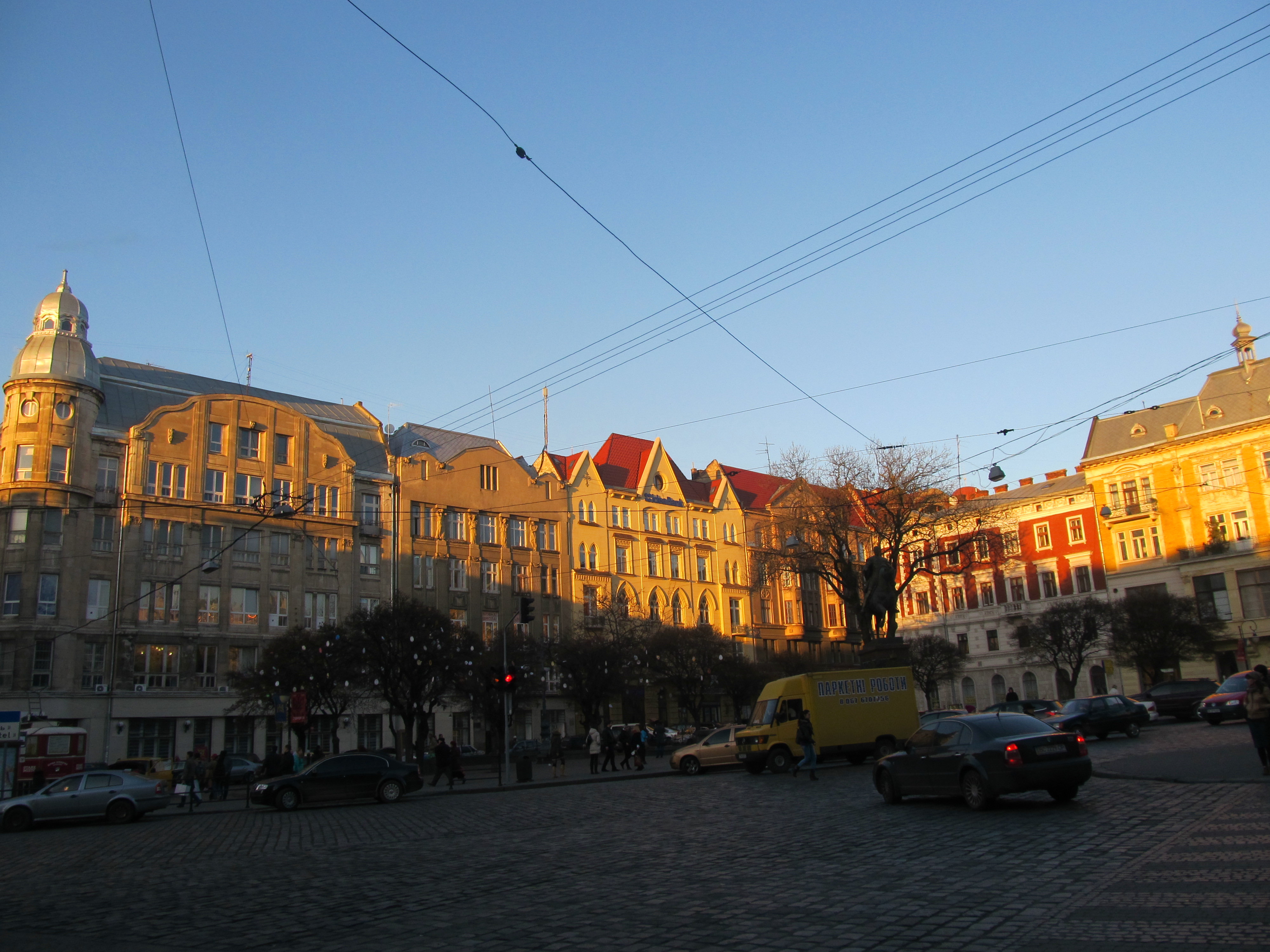
Площа Галицька
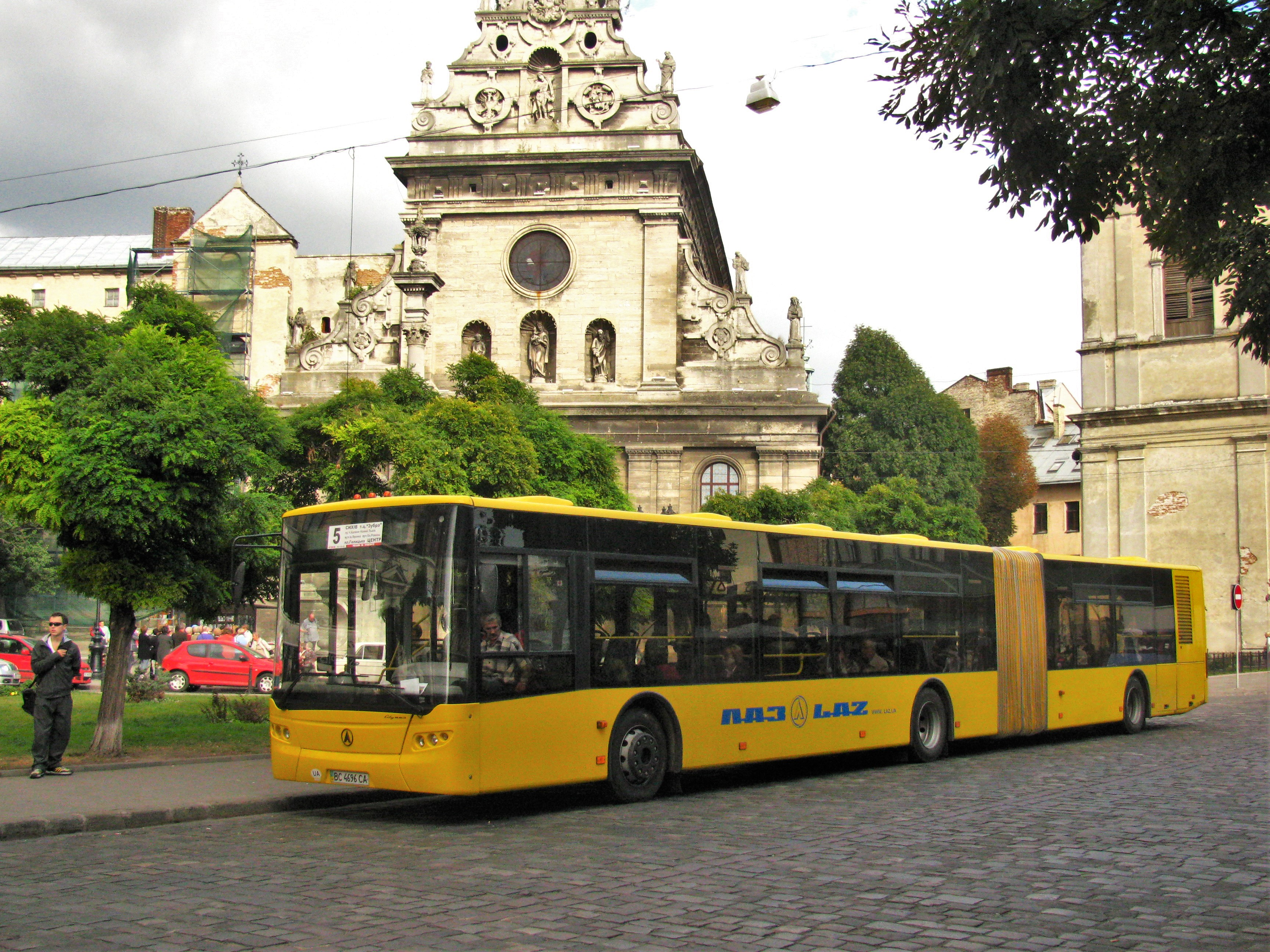
Міські автобуси на площі Галицькій
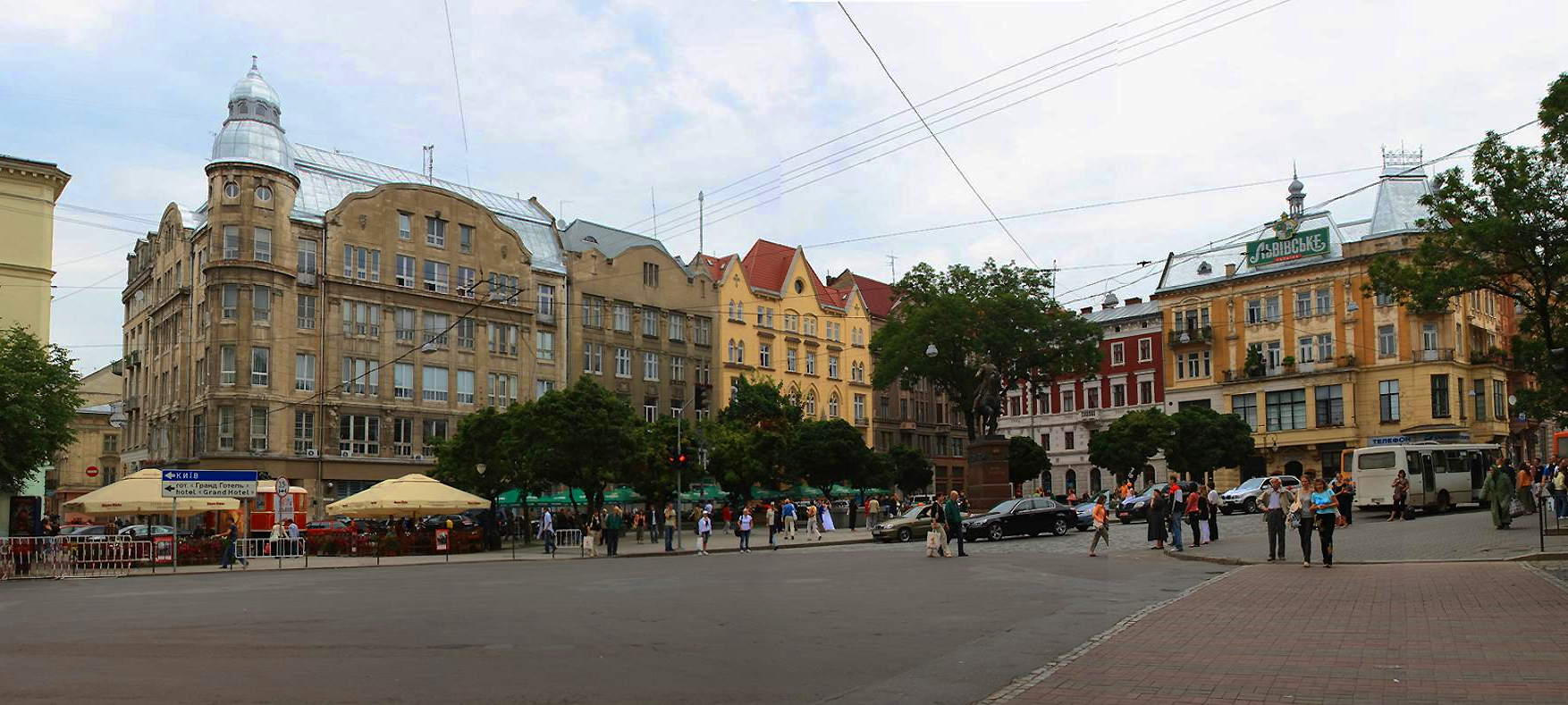
Краєвид площі Галицької
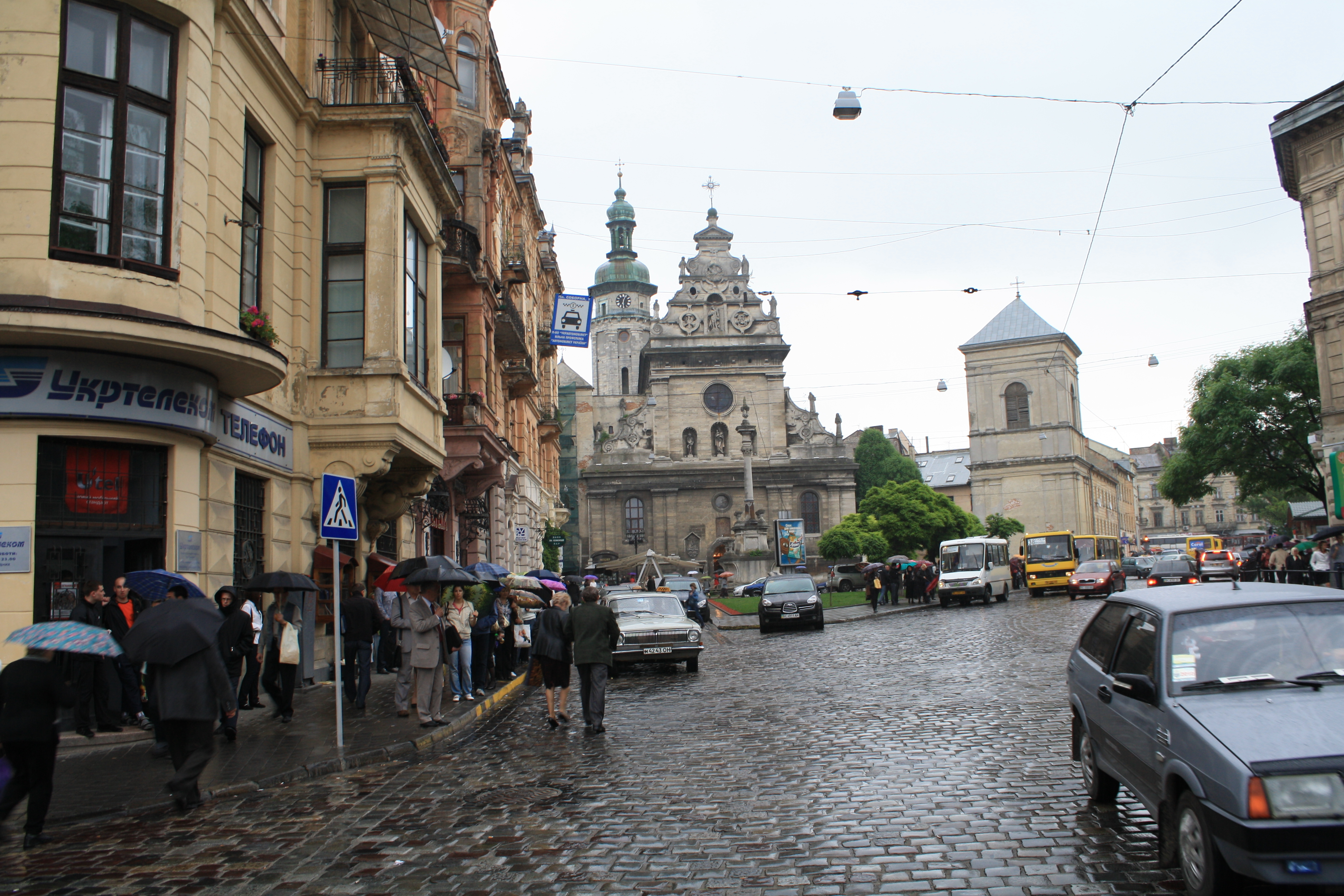
Площа Галицька під час дощу
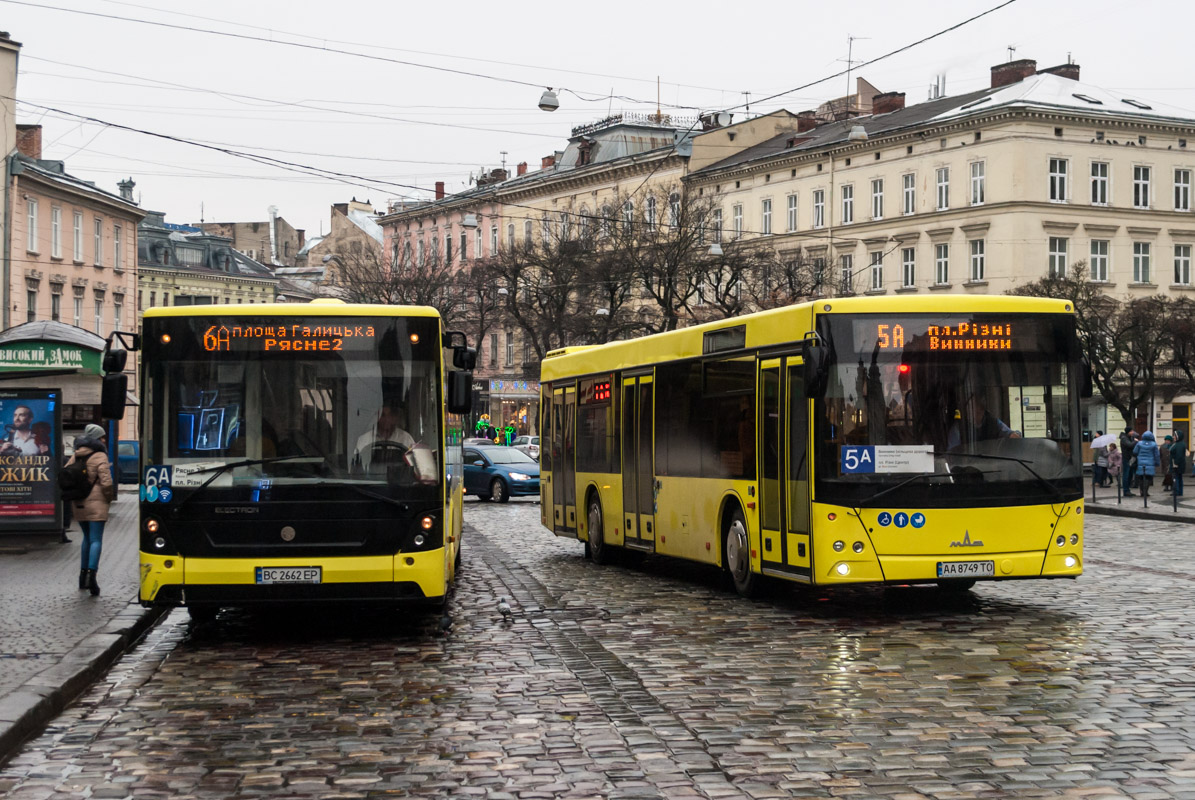
CityLAZ-20 на площі Галицькій